# Волкот (Северна Дакота)
Волкот (енгл. Walcott) град је у америчкој савезној држави Северна Дакота.

## Демографија
По попису из 2010. године број становника је 235, што је 46 (24,3%) становника више него 2000. године.
| Група             | 2000.       | 2010.       |
| Белци             | 184 (97,4%) | 221 (94,0%) |
| Афроамериканци    | 0 (0,0%)    | 2 (0,9%)    |
| Азијати           | 0 (0,0%)    | 0 (0,0%)    |
| Хиспаноамериканци | 5 (2,6%)    | 6 (2,6%)    |
| Укупно            | 189         | 235         |